# JR東日本E995型電聯車

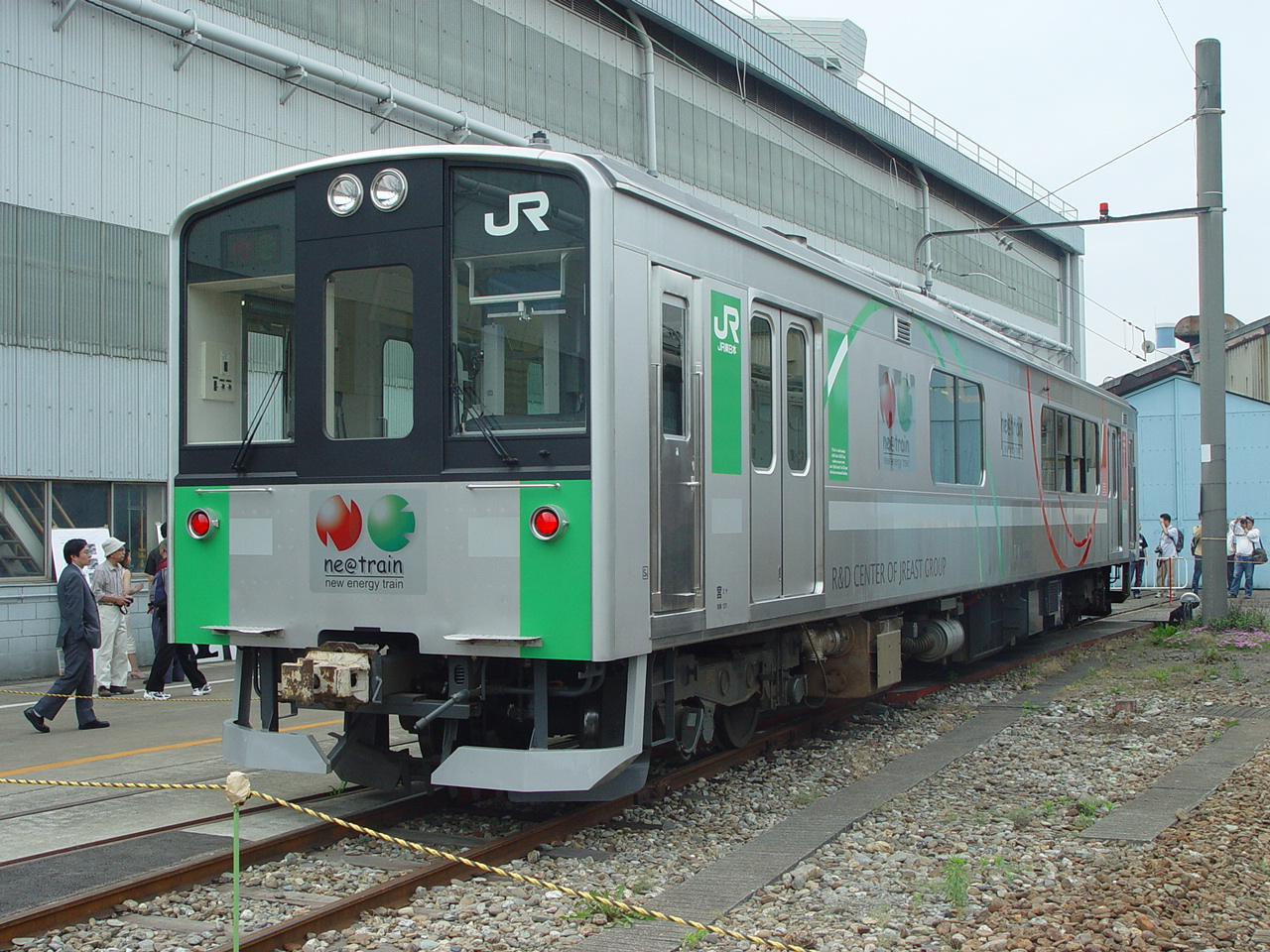
E995系電聯車的前身、仍然是混合動力柴聯車時代的KiYa E991。

KuMoYa E995型電聯車是東日本旅客鐵道（JR東日本）以及鐵道總合技術研究所（JR總研）共同開發的實驗用列車組，以KiYa E991型柴聯車（キヤE991形）為基礎進行改裝，作為蓄電池驅動電聯車技術的測試平台。根據E995型的實驗成果，JR東日本也將會在2014年春推出新開發的蓄電池驅動電聯車EV-E301系，開始在烏山線與東北本線（部分路段）上進行直通運行。

## 歷史
E995系的前身是JR東日本研發部門與JR總研為了進行串聯式混合動力系統應用於柴聯車上的研究，而於2003年時製作的KiYa E991型（實際車輛編號為KiYa E991-1），暱稱為「NE Train」（NEトレイン，是New Energy Train（新能源車輛）的縮寫）。在完成E991系的相關研究後，JR東日本於2006年時推出氣動E200型柴聯車（キハE200形），並於2007年時實際應用於小海線的營運上。
結束混合動力系統的實驗之後，JR東日本在2006年時將E991型上的柴油引擎與發電機等設備拆換成氫氣儲存槽與燃料電池，改造成燃料電池實驗用車，命名為KuMoYa E995型（クモヤE995形，實際車輛編號為KuMoYa E995-1）。
2008年時JR東日本開始著手「蓄電池驅動電聯車系統」的計畫，將E995再度進行改造，改造後的新車款被暱稱為「NE Train Smart電池君」（NE Train スマート電池くん）。

## 運作特性

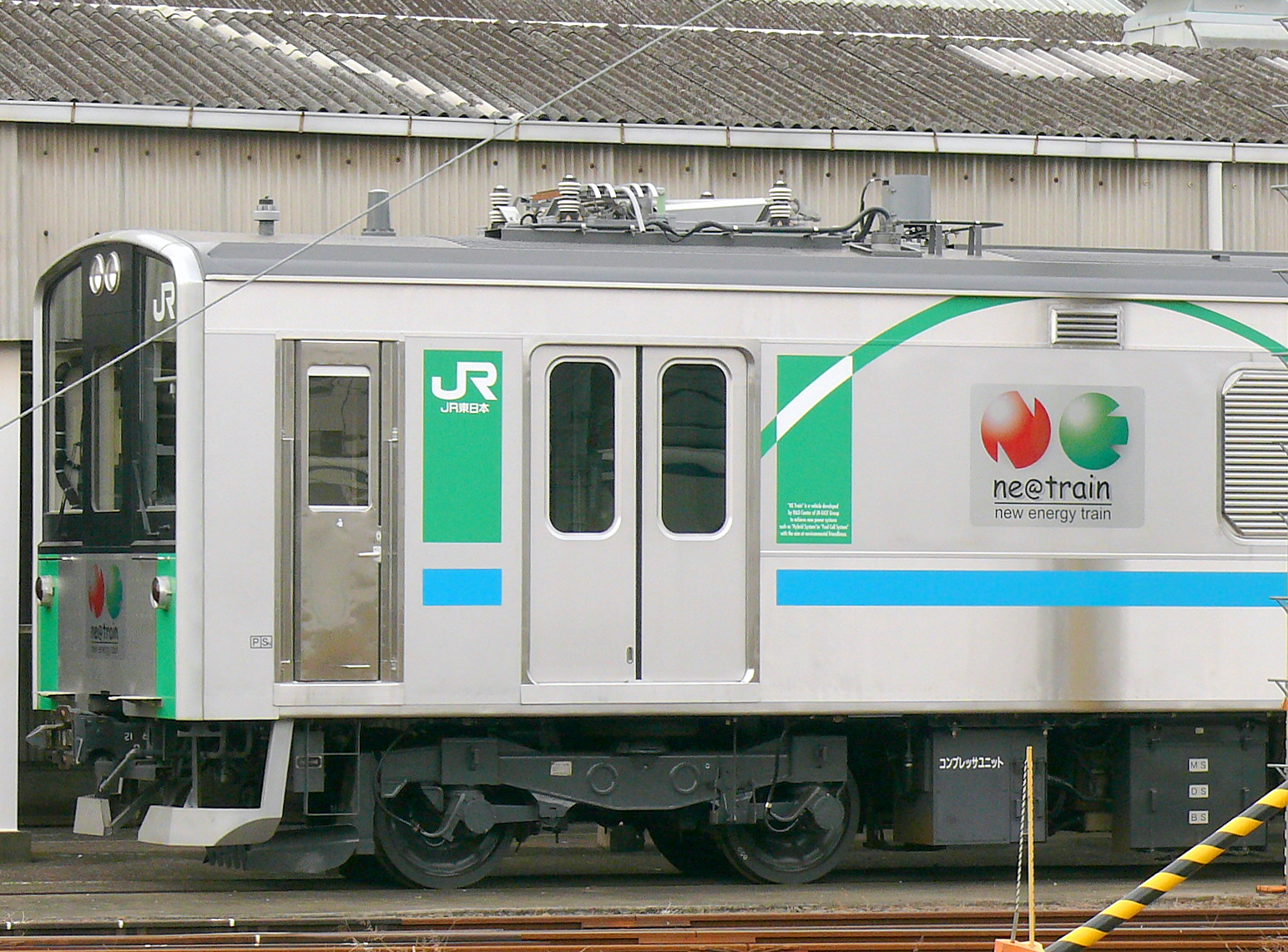
E995系側面近景，可以看出車頂已經裝置了集電弓，另外在車底轉向台旁、燃料電池實驗車時代用來裝置氫氣槽的位置，也改為裝設壓縮機。

電聯車版本的E995改造重點包括將原本在混合動力與燃料電池驅動時代並不存在的集電弓裝回E995上，成為真正的電聯車。除此之外，在傳統電聯車的DC/DC轉換器與VVVF變頻器之間加上與蓄電池連結的迴路。為了配合蓄電池系統較低的工作電壓（600伏特），車上的電動馬達也更改為輸入電壓較低的600伏特版本，共2具，每具能提供95千瓦的動力輸出。外部提供的1500伏特電壓必須先經過直流轉換降壓為600伏特之後，才能提供給電動馬達使用或對蓄電池充電。
經過改裝之後的E995與一般電聯車只能在設有配電線路的電氣化路線上行駛不同，E995可自由在電氣化與非電氣化路段中穿梭，大幅提昇車輛調度的彈性。
在電氣化區間，E995使用外部供電運行，並在電池的充電率降低時，對設置在座位底下的大容量蓄電池充電。除此之外，E995也保留了混合動力時代就已經配置的煞車回充電能力，其充電順位為煞車回充電優先，外部供電次之，以避免能源的浪費。當電氣化區間的高架電纜供應電壓低落時，E995也可同時使用外部電力與蓄電池電力進行助力行駛，降低了對供電穩定性的要求。
在非電氣化區間，E995上的DC/DC轉換器停止運作，車輛切換至純蓄電池電力模式行駛，此時車輛僅會在煞車時進行回充電的動作。但是，為了延長E995在非電化區間的續航能力，可在車站內設置小規模的電氣化設備，E995在進站之後可將集電弓升起利用停站上下旅客的時間，以站內的供電進行急速充電，之後再將集電弓降下、繼續以純電池電力模式起步離站。透過這方式鐵路公司只需重點式地在部分停車站裝設供電設備，就可以在非電氣化的區間使用電聯車營運，是蓄電池驅動電聯車系統最主要的目標。
JR東日本原本在E995上裝置了9組共163千瓦小時蓄電力的電池組，但經過實際測試後對於電力消耗的掌握度逐漸提升，因此判斷實際運用時並不需要如此大的蓄電量。基於日後量產並投入實際營業時的成本與維護考量，而在2010年8月時拆卸部分的電池組，降低成四組的規格。

## 配屬與後續
E995在還是混合動力柴聯車（KiYa E991型）的時代，原本配屬於宇都宮運轉所，2007年除籍（名義上是廢車）。之後以燃料電池動力車的身份由長野綜合車輛中心操作，並在改造成蓄電池驅動電聯車之後配屬至小山車輛中心，在該中心所屬的實驗路線與周遭的宇都宮線、日光線與烏山線上進行測試。
E995的實車測試自2009年開始，至2012年3月結束，根據測試的結果JR東日本判定此系統概念已經成熟，決定要應用於營業用車輛上。JR東日本將E995上的技術實用化，開發出全新的EV-E301系，並預計自2014年春天開始，將新車投入烏山線（寶積寺至烏山）與東北本線部分路段（宇都宮至寶積寺間）進行實際營運。由於東北本線與烏山線分別為電氣化與非電氣化路線，因此使用蓄電池電聯車EV-E301進行直通運行，可發揮此種動力系統最大的優勢。但為了確保蓄電池的充電量，JR東日本將會在烏山車站增設給EV-E301專用的充電設備。

## 外部連結
- 蓄電池驅動電聯車系統的車輛系統評價 （页面存档备份，存于）（JR東日本特論）（日語）